# Mây hoạ ánh trăng
Mây hoạ ánh trăng (tiếng Hàn: 구르미 그린 달빛; Romaja: Gureumi Geurin Dalbit) là một bộ phim truyền hình Hàn Quốc chính thức được khởi chiếu vào ngày 22 tháng 8 năm 2016 với các diễn viên chính Park Bo-gum (Thế tử Lee Young) và Kim Yoo-jung (Hong Ra-on). Đó là câu chuyện tuổi mới chớm và tình yêu tuổi trẻ lãng mạn ở Nhà Triều Tiên thế kỷ 19 dựa theo tiểu thuyết mạng Mây hoạ ánh trăng đăng lần đầu trên Naver vào năm 2013 và thường xuyên phát hành như 5 phần của quyển sách vào năm 2015. Bộ phim sẽ được phát sóng vào thứ Hai và thứ Ba hằng tuần, lúc 22:00 (KST) trên KBS2.

## Tóm tắt
Bộ phim xoay quanh sự thay đổi và trưởng thành của Vương Thế tử Lee Yeong và tình cảm của anh với cô gái tên là Hong Ra-on, một người nữ cải trang thành nam hoạn quan.
Vì mưu sinh, cô nàng Hong Ra On (Kim Yoo Jung đóng) phải giả trai để làm "quân sư tình yêu", chuyên viết thư tình thay cho những nam nhân ngờ nghệch. Ra On không ngờ vị khách hàng hào phóng nhất của mình lại cả gan dùng những bức thư ấy để hẹn hò công chúa đương triều. Thấy muội muội quá si mê lời lẽ đường mật của kẻ xa lạ, Thế tử Lee Yeong (Park Bo Gum đóng) quyết tìm gặp "tác giả" để yêu cầu cắt đứt mối quan hệ mờ ám này. Ra On vì lỡ nhận tiền nên phải thay khách hàng đi gặp mặt và vô tình gây ra ân oán với Lee Yeong. Trên đường trốn chạy trở về, cô bất hạnh bị đám cho vay nặng lãi bắt cóc đem bán vào triều làm thái giám. Vận mệnh trêu đùa khiến Ra On một lần nữa rơi vào tay vị Thế tử nổi tiếng thù dai, chuỗi ngày u ám của cô cũng bắt đầu từ đó.

## Diễn viên

### Vai chính
- Park Bo-gum vai Lee Yeong[1][2]

Còn gọi là Hiếu Minh vương thế tử, anh là con trai cả của vua Thuần Tổ và là người thừa kế ngai vàng; nghiêm túc và nghịch ngợm, anh có cảm hứng với hội hoạ, âm nhạc và giao tiếp
- Kim Yoo-jung vai Hong Ra-on (Hong Sam Nom)[3][4]

Cô là con gái duy nhất của thủ lĩnh phản quân từng tấn công triều đình 10 năm về trước Hong Gyung Nae, xinh đẹp và thông minh,vì bị truy nã mà mẫu thân bắt cô cải trang nam nhi, đổi tên thành Hong Sam Nom, sống ẩn dật dưới thân phận một chuyên gia tư vấn tình cảm nổi tiếng khắp đô thành. Sau lần gặp gỡ tình cờ và kết thù oán với Thế tử Lee Yeong, Ra On bị bán vào cung làm nội quan. Duyên phận lần nữa khiến Ra On gặp lại Lee Yeong cuối cùng cô trở thành thái giám của Lee Yeong
- Jin Young (B1A4) vai Kim Yoon-sung

Lôi cuốn và điềm đạm, anh là một học giả sinh ra trong một gia đình danh giá; người có mối quan hệ tương phản với Lee Yeong
- Chae Soo-bin vai Jo Ha-yeon

Thanh lịch và trần tục, đem lòng yêu Lee Yeong trước khi biết anh là thế tử nhưng không được anh đáp trả tình cảm, cô được chọn là vợ cho Yoon Sung; một con rối của tham vọng chính trị từ gia đình
- Kwak Dong-yeon vai Kim Byung-yeon

Một kiếm thuật gia điêu luyện, anh là bạn lúc nhỏ và là bạn tâm giao của Lee Yeong, anh còn là một nhà thơ Kim Sat-gat

### Vai phụ

#### Hoàng tộc
- Kim Seung-soo vai Triều Tiên Thuần Tổ
- Seo Jeong-yeon vai Thuần Nguyên Vương hậu
- Jeon Mi-seon vai Suk-ui
- Jung Hye-sung vai Công chúa Myeong-eun
- Heo Jung-eun vai Công chúa Yeong-eun
- Jung Yoo-mi vai Wol-hee

#### Quan lại
- Lee Jun-hyeok vai Thái giám Jang
- Jang Gwang vai Thái giám Han
- Tae Hang-ho vai Do-gi
- Jo Hee-bong vai Thái giám Sung

#### Gia tộc Kim
- Cheon Ho-jin vai Kim Hun
- Han Soo-yeon vai Hoàng Hậu
- Park Chul-min vai Kim Eui-gyo

#### Gia tộc Choi và các gia tộc khác
- Lee Dae-yeon
- Ahn Nae-sang
- Ahn Se-ha
- Kang Ki-doong
- Jeong Hae-gyoon
- Lee Moon-sik
- Oh Eu-sik as Sung-yeol

### Khách mời
- Cha Tae-hyun
- Cho Yeo-jeong

## Sản xuất
Tháng 12 năm 2015, KBS Media thông báo rằng họ sẽ mua và chuyển thể bộ tiểu thuyết web nổi tiếng Moonlight Drawn by Clouds viết bởi Yoon Yi-soo thành drama. Tháng 2 năm 2016, Park Bo-gum tham gia vào dự án và vào tháng 4, Kim Yoo-jung xác nhận cũng tham gia. Buổi đọc kịch bản được tổ chức tại Yeouido, Seoul vào ngày 26 tháng 5 năm 2016..

## Nhạc phim

### Phần I.
| STT | Nhan đề      | Nghệ sĩ                       | Thời lượng |
| --- | ------------ | ----------------------------- | ---------- |
| 1.  | ""No Sleep"" | Soyou (Sistar), Yoo Seung-woo | 3:41       |

### Phần II.
| STT | Nhan đề               | Nghệ sĩ        | Thời lượng |
| --- | --------------------- | -------------- | ---------- |
| 1.  | "Swallowing My Heart" | Sandeul (B1A4) | 3:49       |

### Phần III.
| STT | Nhan đề                     | Nghệ sĩ | Thời lượng |
| --- | --------------------------- | ------- | ---------- |
| 1.  | "Moonlight Drawn By Clouds" | Gummy   | 4:00       |

### Phần IV.
| STT | Nhan đề        | Nghệ sĩ | Thời lượng |
| --- | -------------- | ------- | ---------- |
| 1.  | ""Misty Road"" | Ben     | 3:58       |

### Phần V.
| STT | Nhan đề     | Nghệ sĩ                | Thời lượng |
| --- | ----------- | ---------------------- | ---------- |
| 1.  | ""Goodbye"" | Sung Si-kyoung, Fondly | 3:49       |

### Phần VI
| STT | Nhan đề     | Nghệ sĩ | Thời lượng |
| --- | ----------- | ------- | ---------- |
| 1.  | ""Melting"" | K.will  | 4:10       |

### Phần VII.
| STT | Nhan đề                      | Nghệ sĩ  | Thời lượng |
| --- | ---------------------------- | -------- | ---------- |
| 1.  | ""Shining Love Like A Star"" | Eddy Kim | 3:18       |

### Phần VIII.
| STT | Nhan đề                                | Nghệ sĩ | Thời lượng |
| --- | -------------------------------------- | ------- | ---------- |
| 1.  | ""Because I Miss You (Ra On Version)"" | Beige   | 3:19       |

### Phần IX.
| STT | Nhan đề          | Nghệ sĩ       | Thời lượng |
| --- | ---------------- | ------------- | ---------- |
| 1.  | ""Love Is Over"" | Baek Ji Young | 3:45       |

### Phần X.
| STT | Nhan đề                 | Nghệ sĩ  | Thời lượng |
| --- | ----------------------- | -------- | ---------- |
| 1.  | ""Interlocked Fingers"" | Lee Juck | 4:06       |

### Phần XI.
| STT | Nhan đề                | Nghệ sĩ     | Thời lượng |
| --- | ---------------------- | ----------- | ---------- |
| 1.  | "My Person/My Dearest" | Park Bo Gum | 3:53       |

## Tỉ lệ người xem
Trong bảng dưới, hạng bên dưới được lấy từ phần trăm người xem tại Hàn Quốc, các con số màu xanh đại diện cho chỉ số xếp hạng thấp nhất và con số màu đỏ đại diện chỉ số xếp hạng cao nhất.
| Tập            | Tên                                                                                | Ngày lên sóng        | Tỉ lệ người xem trung bình | Tỉ lệ người xem trung bình | Tỉ lệ người xem trung bình | Tỉ lệ người xem trung bình |
| Tập            | Tên                                                                                | Ngày lên sóng        | TNmS Ratings               | TNmS Ratings               | AGB Nielsen                | AGB Nielsen                |
| Tập            | Tên                                                                                | Ngày lên sóng        | Cả nước                    | Vùng thủ đô Seoul          | Cả nước                    | Vùng thủ đô Seoul          |
| Tập chính thức | Tập chính thức                                                                     | Tập chính thức       | Tập chính thức             | Tập chính thức             | Tập chính thức             | Tập chính thức             |
| -------------- | ---------------------------------------------------------------------------------- | -------------------- | -------------------------- | -------------------------- | -------------------------- | -------------------------- |
| 1              | Nhân duyên ánh trăng (달빛인연)                                                    | 22 tháng 8 năm 2016  | 8.7% (hạng 17)             | 10.0% (hạng 9)             | 8.3% (hạng 17)             | 9.0% (hạng 14)             |
| 2              | Con đường đến với em (너에게로 통(通)하는 길)                                      | 23 tháng 8 năm 2016  | 9.3% (hạng 15)             | 10.4% (hạng 8)             | 8.5% (hạng 15)             | 8.8% (hạng 13)             |
| 3              | Nàng là ai? Phía sau nàng có ta" (후아유 (後我有) - 너의 뒤에 내가 있다)           | 29 tháng 8 năm 2016  | 15.5% (hạng 5)             | 17.9% (hạng 3)             | 16.0% (hạng 4)             | 17.4% (hạng 4)             |
| 4              | Sau khi kết thúc màn kịch (연극이 끝나고 난 뒤)                                    | 30 tháng 8 năm 2016  | 17.1% (hạng 5)             | 18.8% (hạng 2)             | 16.4% (hạng 4)             | 16.5% (hạng 4)             |
| 5              | Hãy nói ra điều ước của nàng (소원을 말해봐)                                       | 5 tháng 9 năm 2016   | 16.9% (hạng 5)             | 19.3% (hạng 2)             | 19.3% (hạng 2)             | 20.0% (hạng 2)             |
| 6              | Khi ta muốn nói ra một bí mật không thể nói (말할 수 없는 비밀이 말하고 싶어질 때) | 6 tháng 9 năm 2016   | 17.9% (hạng 3)             | 21.0% (hạng 1)             | 18.8% (hạng 2)             | 18.9% (hạng 2)             |
| 7              | Thổ lộ (고백)                                                                      | 12 tháng 9 năm 2016  | 18.4% (hạng 5)             | 22.0% (hạng 3)             | 20.4% (hạng 5)             | 20.9% (hạng 4)             |
| 8              | Rõ ràng cũng không thể hiểu nổi (잘 알지 도 못하 면서)                             | 13 tháng 9 năm 2016  | 16.7% (hạng 4)             | 19.8% (hạng 1)             | 19.7% (hạng 2)             | 20.6% (hạng 2)             |
| 9              | Giây phút mở cửa trái tim mình (마음의 빗장이 열리는 순간)                         | 19 tháng 9 năm 2016  | 17.9% (hạng 5)             | 20.5% (hạng 2)             | 21.3% (hạng 4)             | 22.4% (hạng 3)             |
| 10             | Như một câu chuyện cổ tích (동화처럼)                                              | 20 tháng 9 năm 2016  | 16.2% (hạng 4)             | 18.6% (hạng 2)             | 19.6% (hạng 2)             | 20.2% (hạng 2)             |
| 11             | Hẹn ước (약죠)                                                                     | 26 tháng 9 năm 2016  | 18.6% (hạng 4)             | 20.6% (hạng 1)             | 20.7% (hạng 2)             | 20.6% (hạng 2)             |
| 12             | Niềm tin có thể tạo nên số phận (믿음은 그대로 운멍이 된다)                        | 27 tháng 9 năm 2016  | 18.6% (hạng 3)             | 21.1% (hạng 1)             | 20.1% (hạng 3)             | 19.9% (hạng 3)             |
| 13             | Tình cảm sâu nặng, tạm biệt! (다정하게, 안녕히)                                    | 3 tháng 10 năm 2016  | 16.4% (hạng 4)             | 19.2% (hạng 3)             | 18.4% (hạng 4)             | 18.8% (hạng 3)             |
| 14             | Con đường mờ mịt (안갯길)                                                          | 4 tháng 10 năm 2016  | 17.5% (hạng 4)             | 20.1% (hạng 3)             | 18.7% (hạng 3)             | 19.4% (hạng 3)             |
| 15             | Tất cả lời nói dối đó quá chân thực! (그 모든 진짜같던 거짓말)                     | 10 tháng 10 năm 2016 | 16.9% (hạng 4)             | 18.8% (hạng 3)             | 17.9% (hạng 4)             | 18.5%(hạng 3)              |
| 16             | Thế gian mà người mơ đến (당신이 꿈꾸는 세상)                                      | 11 tháng 10 năm 2016 | 17.8% (hạng 3)             | 20.3% (hạng 1)             | 18.8% (hạng 3)             | 18.8% (hạng 2)             |
| 17             | Kết thúc để bắt đầu (시작을 위한 끝)                                               | 17 tháng 10 năm 2016 | 22.5% (hạng 2)             | 24.8% (hạng 1)             | 23.3% (hạng 2)             | 23.6% (hạng 1)             |
| 18             | Mây hoạ ánh trăng (구르미 그린 달빛)                                               | 18 tháng 10 năm 2016 | 21.6% (hạng 3)             | 25.3% (hạng 1)             | 22.9% (hạng 2)             | 22.5% (hạng 2)             |
| Trung bình     | Trung bình                                                                         | Trung bình           | 16.9%                      | 19.4%                      | 18.3%                      | 18.7%                      |
| Tập đặc biệt   |                                                                                    |                      |                            |                            |                            |                            |
| 1              |                                                                                    | 18 tháng 10 năm 2016 | 8.4% (hạng 15)             | 9.3% (hạng 11)             | 8.9% (hạng 12)             | 9.4% (hạng 11)             |

## Phát sóng quốc tế
Tại Việt Nam,bộ phim được HTV2 mua bản quyền và phát sóng trên youtube với phụ đề tiếng Việt, vào sáng thứ 3, 4 hàng tuần, bắt đầu từ ngày 23 tháng 8 năm 2016.
Tại Singapore, Malaysia, Hồng Kông: trực tiếp trên ViuTV.
Tại Thái Lan: Phát sóng từ ngày 12 tháng 9 năm 2016 vào các ngày thứ hai, thứ ba trên kênh Channel 8.
Ngoài ra, bộ phim được lên sóng tại hơn 100 nước, với phụ đề tiếng Anh, bắt đầu từ ngày 23 tháng 8 năm 2016, thứ Ba và thứ Tư hàng tuần lúc 21:50 (KST) trên kênh KBS World.